# 에르되시 추측
수학자 에르되시 팔과 그의 여러 동료들은 광범위한 주제에 걸쳐 많은 유명한 수학적 추측(conjecture)을 했고, 에르되시는 그것들을 푸는 데 도움을 주고 받았다.

## 해결된 문제들
- Erdős–Burr 추측
- Hajnal–Szemerédi theorem
- Furstenberg–Sárközy theorem
- Erdős–Lovász 추측
- Erdős–Heilbronn추측
- 에르되시-그레이엄 추측
- Erdős–Stewart추측
- Cameron–Erdős추측
- 에르되시-멩거 추측
- Erdős distinct distances problem
- Erdős discrepancy problem
- Erdős squarefree추측

## 미해결 추측들
- Erdős–Faber–Lovász 추측
- Erdős–Gyárfás 추측
- Erdős–Hajnal 추측
- 멱수 추측
- Erdős–Selfridge 추측
- 에르되시-스트라우스 추측
- 에르되시 등차수열 추측
- Erdős–Szekeres추측
- Erdős–Turán추측
- 에르되시 실베스터수열 추측
- 에르되시 정삼각형안에 원채우기 추측
- Minimum overlap problem

## 같이 보기
- 등차수열
- 실베스터 수열
- 정삼각형안에 원채우기